# 若菜晃子
若菜晃子（わかな あきこ、1968年 - ）は、兵庫県神戸市出身の編集者・文筆家。

## 経歴
学習院大学文学部国文科を卒業後、山と溪谷社に入社。『wandel』編集長、『山と溪谷』副編集長をへて独立。山や自然、旅に関する書籍を編集・執筆。2020年、『旅の断片』で斎藤茂太賞受賞。

## 著書
- 『東京周辺ヒルトップ散歩』河出書房新社、2010年3月
- 『あなたに贈る花ことば』ピエ・ブックス、2011年2月
- 『あなたに贈る四季の色』パイインターナショナル、2013年2月
- 『地元菓子』(とんぼの本) 新潮社、2013年5月
- 『東京甘味食堂』本の雑誌社、2016年11月 のち講談社文庫
- 『街と山のあいだ』KTC中央出版、2017年9月
- 『旅の断片』KTC中央出版、2019年12月
- 『途上の旅』KTC中央出版、2021年10月

### 共編著
- 『東京公園散歩 見たことのない東京に出会う、公園の歩き方。』(P-vine books) 矢部智子共編・共著、keiko kurita写真、ブルース・インターアクションズ、2009年3月
- 『世界の水辺の町』ピーピーエス通信社 写真, パイインターナショナル, 2011年6月
- 『徒歩旅行 今日読んで明日旅する12の町』編著 (暮しの手帖別冊) 暮しの手帖社, 2011年9月
- 『歩く旅をしよう 気ままにロングウオーク』（NHKテレビテキスト 趣味Do楽）松本泰生・山浦正昭・シェルパ斉藤、NHK出版編、NHK出版、2013年10月
- 『石井桃子のことば』中川李枝子・松居直・松岡享子ほか共著、新潮社（とんぼの本）2014年5月
- 『東京近郊ミニハイク BE-PAL版』羽金知美写真、小学館、2015年6月
- 『岩波少年文庫のあゆみ 1950-2020』編著 岩波少年文庫 別冊2、2021年3月